# N,N-dipropylthiocarbamate de S-benzyle
Le N,N-dipropylthiocarbamate de S-benzyle (S-benzyl N,N-dipropylthiocarbamate) ou prosulfocarbe est un composé organique de formule brute C14H21NOS. Il appartient à la famille des thiocarbamates.
Le prosulfocarbe est très utilisé jusqu'en 2023 comme herbicide en agriculture industrielle,,.

## Utilisations
Le prosulfocarbe est utilisé principalement comme herbicide en agriculture contre les dicotylédones et les graminées.
Les conditions d'usage sur les cultures homologuées sont consultables dans la base de données EPHY de l'ANSES (Agence nationale de sécurité sanitaire de l'alimentation, de l'environnement et du travail).
« Afin de mieux prendre en compte les modes de dissémination du prosulfocarbe dans l'environnement et considérant la nécessité de renforcer les conditions d'emploi des produits, l'ANSES a modifié le 4 octobre 2018 les autorisations de mise sur le marché à base de prosulfocarbe en : maintenant l'obligation d'utiliser un dispositif homologué pour limiter la dérive de pulvérisation ; et en introduisant des précautions pour les applications d'automne, afin de limiter la contamination des cultures non cibles : pour les cultures non cibles situées à moins de 500 m de la parcelle traitée : ne pas appliquer de produit avant la récolte de ces cultures ; pour les cultures non cibles situées entre 500 m et 1 km de la parcelle traitée : ne pas appliquer de produit avant la récolte de ces cultures ou en cas d'impossibilité, n'intervenir que le matin avant 9 h ou le soir après 18 h. » .
En octobre 2023, l’Anses restreint l’usage de l’herbicide prosulfocarbe en France avec l’obligation pour les agriculteurs de respecter une zone tampon d’au moins 10 mètres et de diminuer les dosages après une nouvelle évaluation des risques.
Avec près de 6 500 tonnes en 2021, le prosulfocarbe, autorisé depuis 1990 en France, est  utilisé sur les céréales pour près d’un tiers des surfaces cultivées, les pommes de terre pour plus des deux tiers des surfaces cultivées et sur  les carottes pour plus de la moitié des surfaces cultivées .

## Risques
Les résultats de contrôles effectués, par la Direction générale de l'Alimentation (DGAL), en 2019 indiquent qu'environ 30 % des analyses menées sur des fines herbes n'étaient pas en conformité avec la réglementation concernant les produits phytosanitaires.
Cela met en évidence que le prosulfocarbe est extrêmement volatil et, par conséquent, qu'il continue d'occasionner des pollutions et contaminations sur les parcelles avoisinantes.
Des contaminations de récoltes ont été avérées en région Centre-Val de Loire selon des mesures effectuées à l'automne 2020 par Lig'Air.
23 producteurs de sarrasin bio dans le centre et l'ouest de la France voient leurs cultures contaminées par le prosulfocarbe et la pendiméthaline en 2020, et requièrent une interdiction de l'herbicide.